# Parque de Teodoro González
El parque de Teodor González es un parque urbano de la ciudad de Tortosa (en el Bajo Ebro) protegido como Bien Cultural de Interés Local. Durante mucho tiempo fue el único de la ciudad y forma parte de su ensanche.

## Descripción

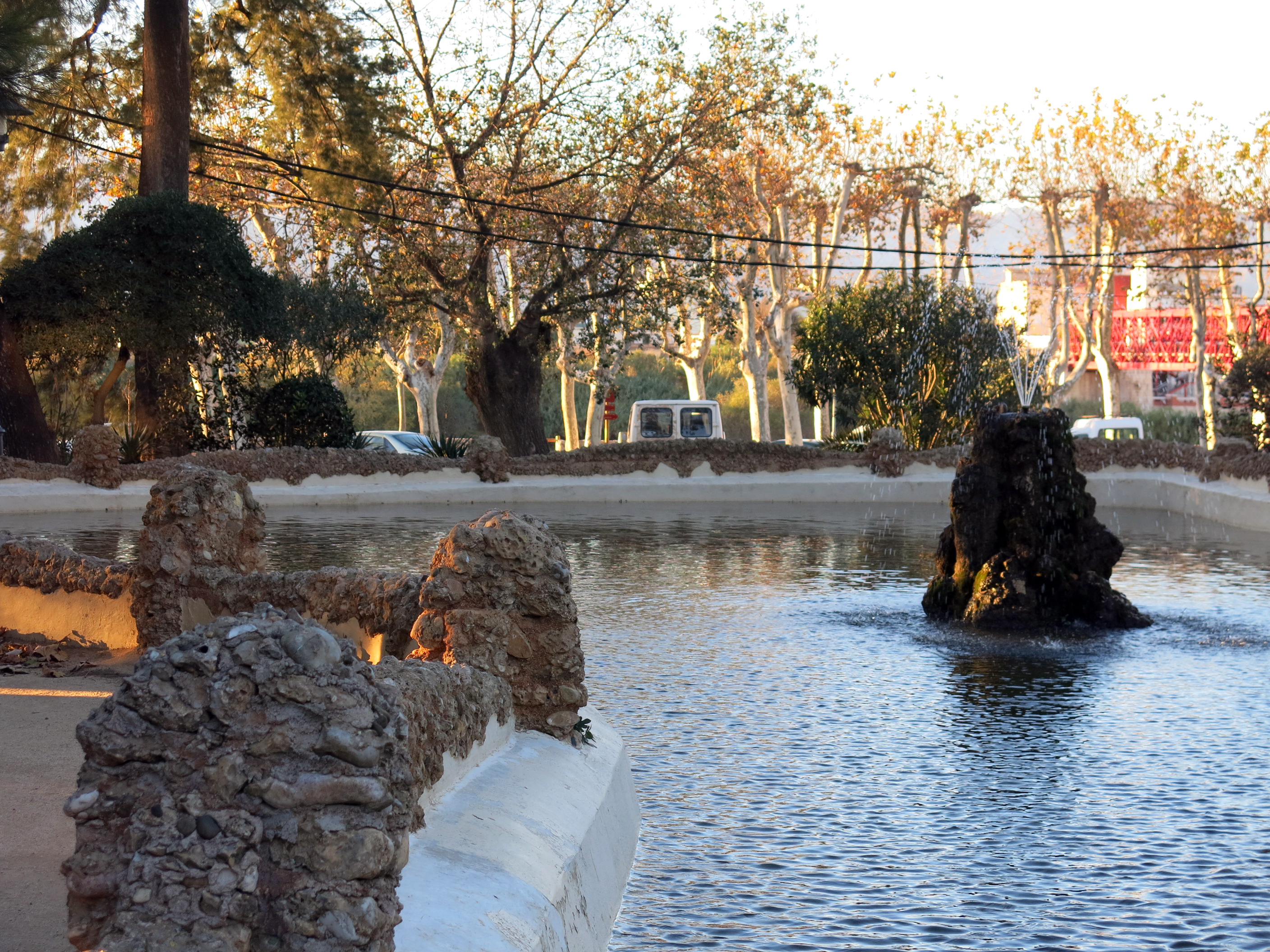
El lago nuevo

El parque es un sector ajardinado de notables dimensiones situado entre la avenida de la Generalidad, calle Rosellón, paseo Juan Moreira, la avenida de Lleida y la antigua vía del tren. Predominan los jardines e incluye algunos sectores semiconstruidos: un par de estanques –el lago viejo sin embargo no contine agua–, un paseo porticado con pasamanos de rocalla, similar a la piedra pómez, dos zonas de columpios, una de actividades físicas al aire libre, un antiguo espacio de muestras llamado La Nave y un céntrico establecimiento de restauración. Este edificio inaugurado en 1948 es de una sola planta y de planta rectangular, y combina la obra de mampostería con pilastras de obra de ladrillo a la vista. En la parte trasera se ha añadido una sala aneja de una estructura de hierro y vidrio. 
El parque no está delimitado por una reja, sino que se abre a la ciudad y el río. El lago nuevo de 1918 y el paseo porticado son los elementos que más bien preludian el modernismo implementado completamente en Cataluña un par de años después del comienzo del parque.

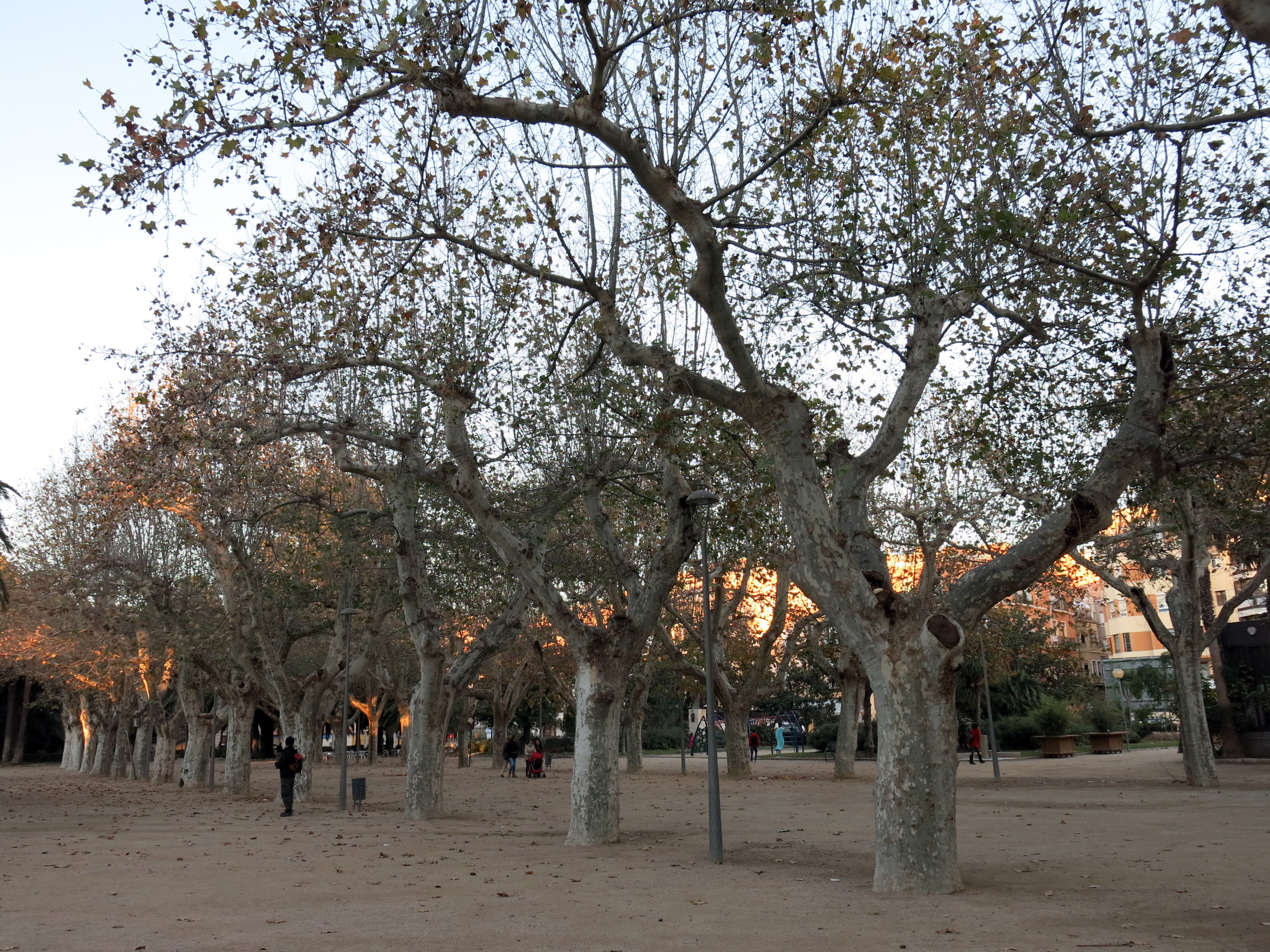
El paseo central de plataneros, en invierno

Con respecto a los árboles del parque, hay un paseo central de plátanos de Indias centenarios de gran tamaño, palmeras datileras, palmeras chilenas, magnolias, pinos, plataneros, y algunos cedros y carrascas, entre otras especies.
En el parque se encuentra la antigua Lonja medieval —el antiguo porche del trigo— que se trasladó al parque en 1933 y que hoy, acondicionada, es la actual Casa de los Gigantes; una locomotora de vapor del desaparecido Carrilet a la Cava, que entre 1926 y 1967 unió Tortosa con el Delta del Ebro, instalada en 1968, y un espacio dedicado al poeta Gerard Vergés Príncep (Tortosa, 1931-2014). Hasta el 6 de noviembre de 2018 hubo un monolito dedicado a la "Promoción Ebro" de la Guardia Civil (1968), obra de Lluís M. Saumells, con alusiones a la dictadura franquista.
En 1918 el parque acogió un monumento dedicado al escultor Agustín Querol.

## Historia
El conjunto fue diseñado por el arquitecto municipal Joan Abril i Guanyabens y ejecutado entre 1885 y 1892. Parte del espacio donde se encuentra el parque había sido ocupado hasta entonces por astilleros y hilanderas, industrias que desaparecieron tras la aparición del ferrocarril. Parte del espacio ocupado, por otro lado, fue ganado al río con el material resultante de la demolición de las fortificaciones del siglo XVII, que defendían y encerraban a la capital del Ebro.
Esta zona verde lleva desde 1956 el nombre del que fuera diputado y alcalde de la ciudad Teodor González Cabanne (Tortosa, 10 de noviembre de 1837 - 19 de febrero de 1910).

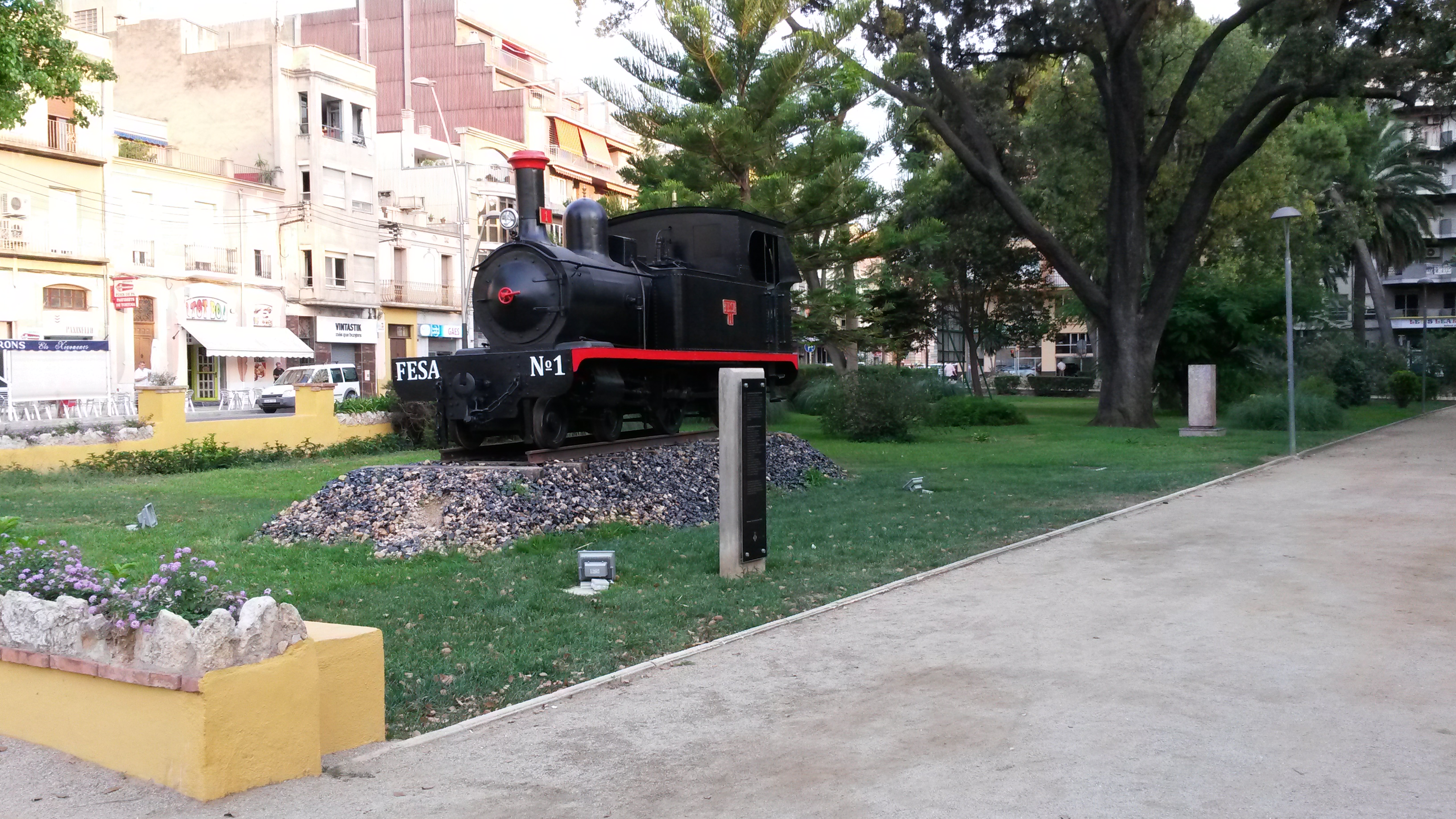
Locomotora del carrilet y carrasca
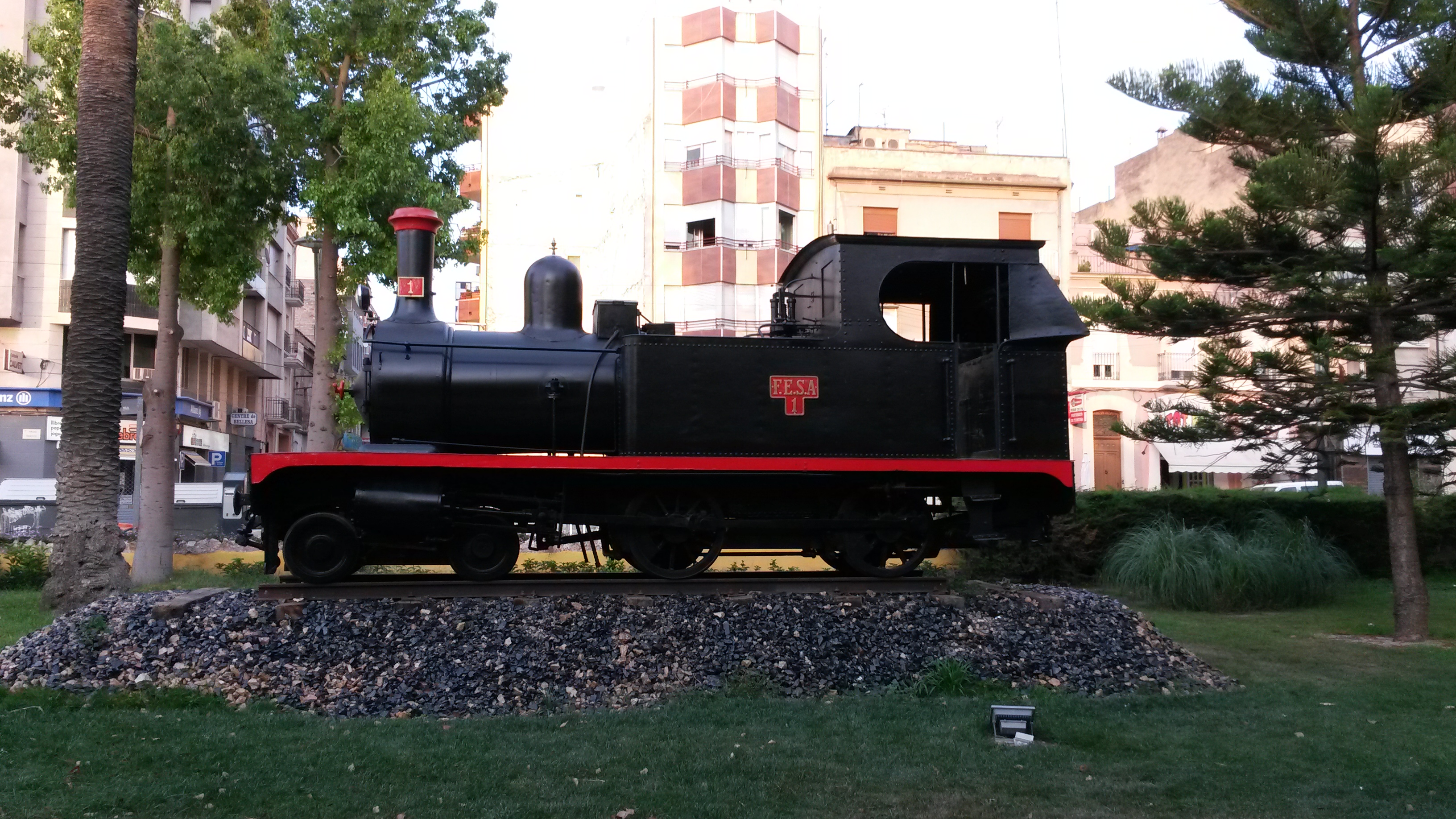
Locomotora de vapor del Carrilet restaurada en 2015
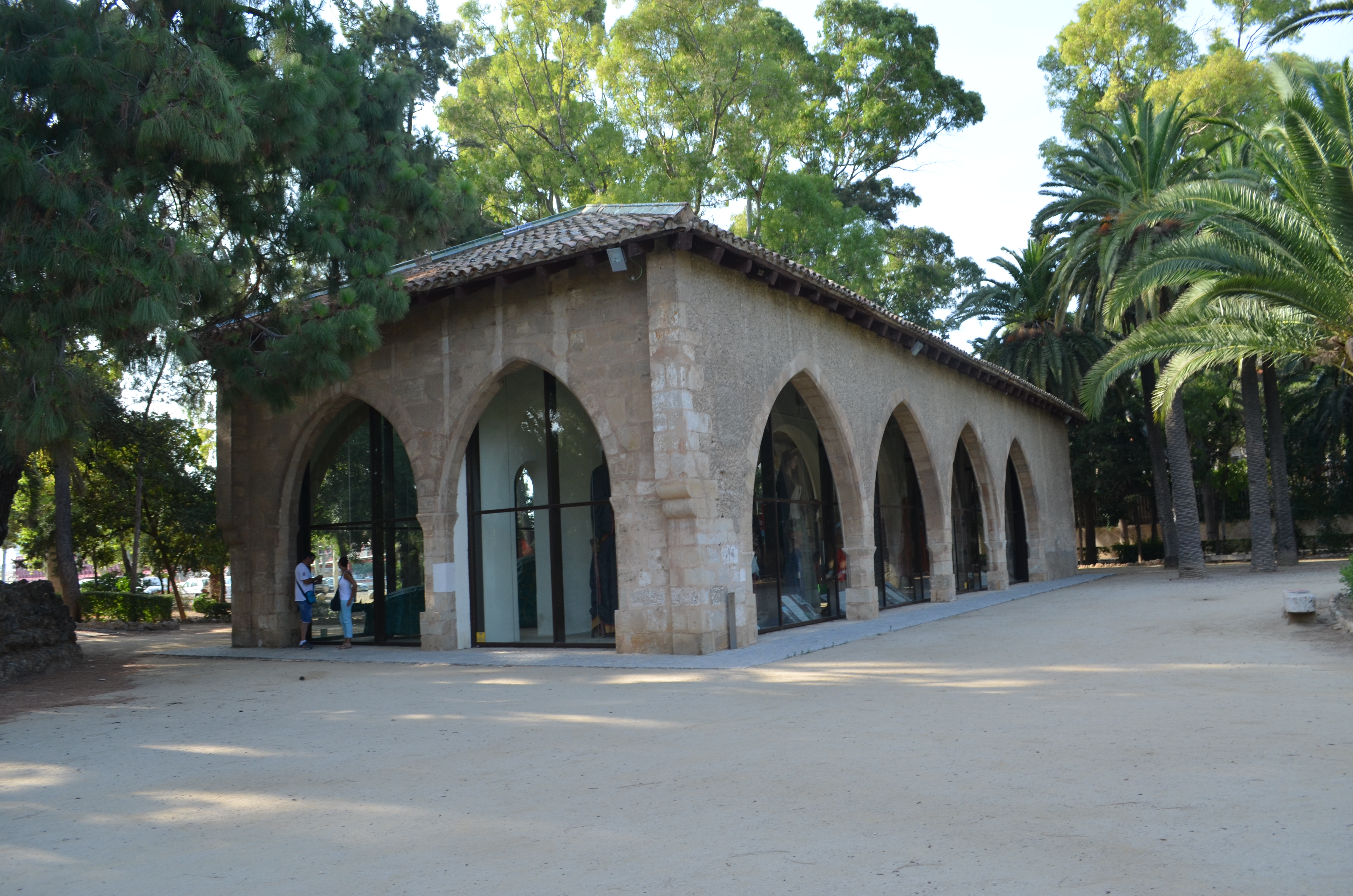
Lonja gótica
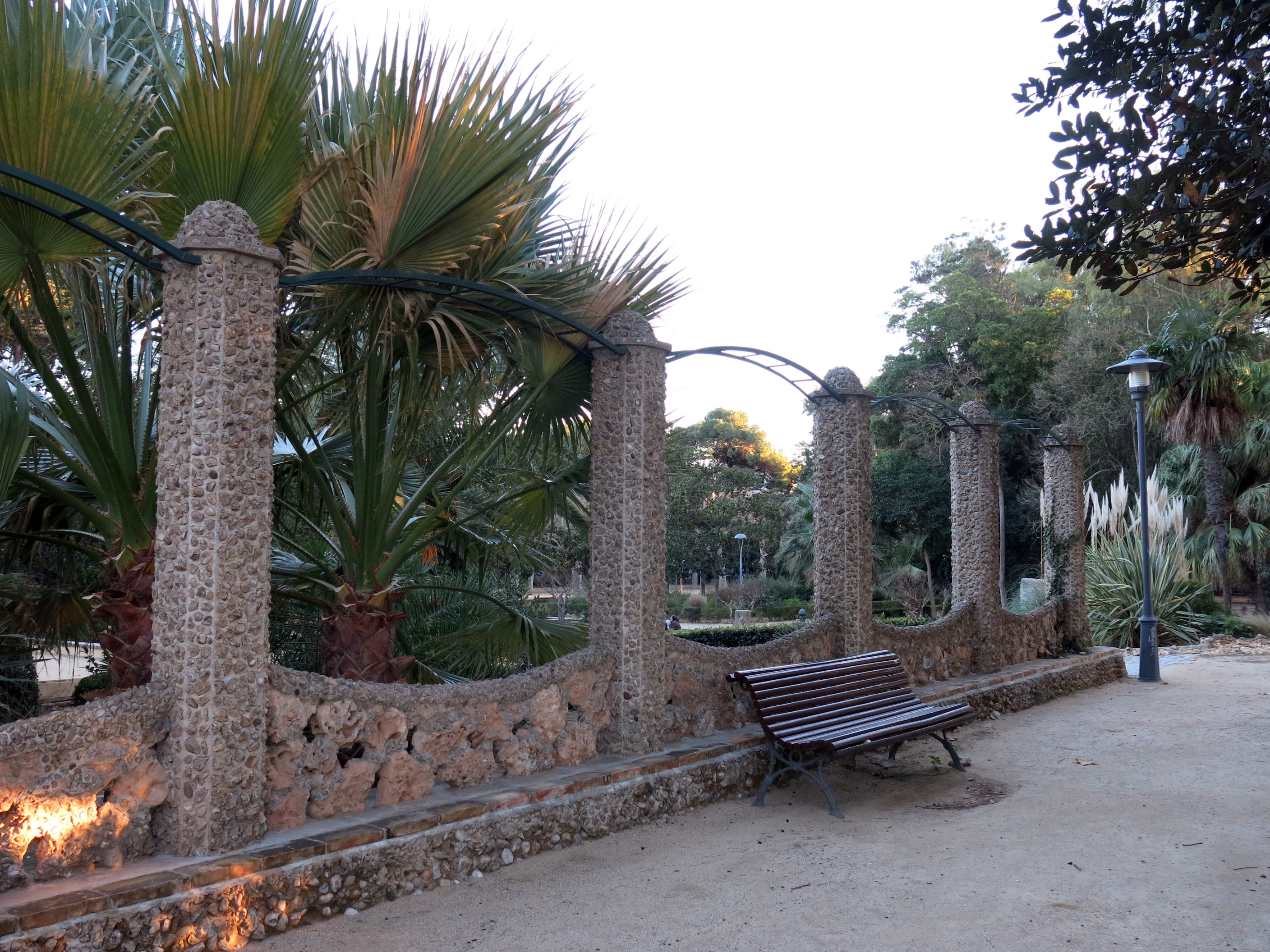
Paseo porticado modernista
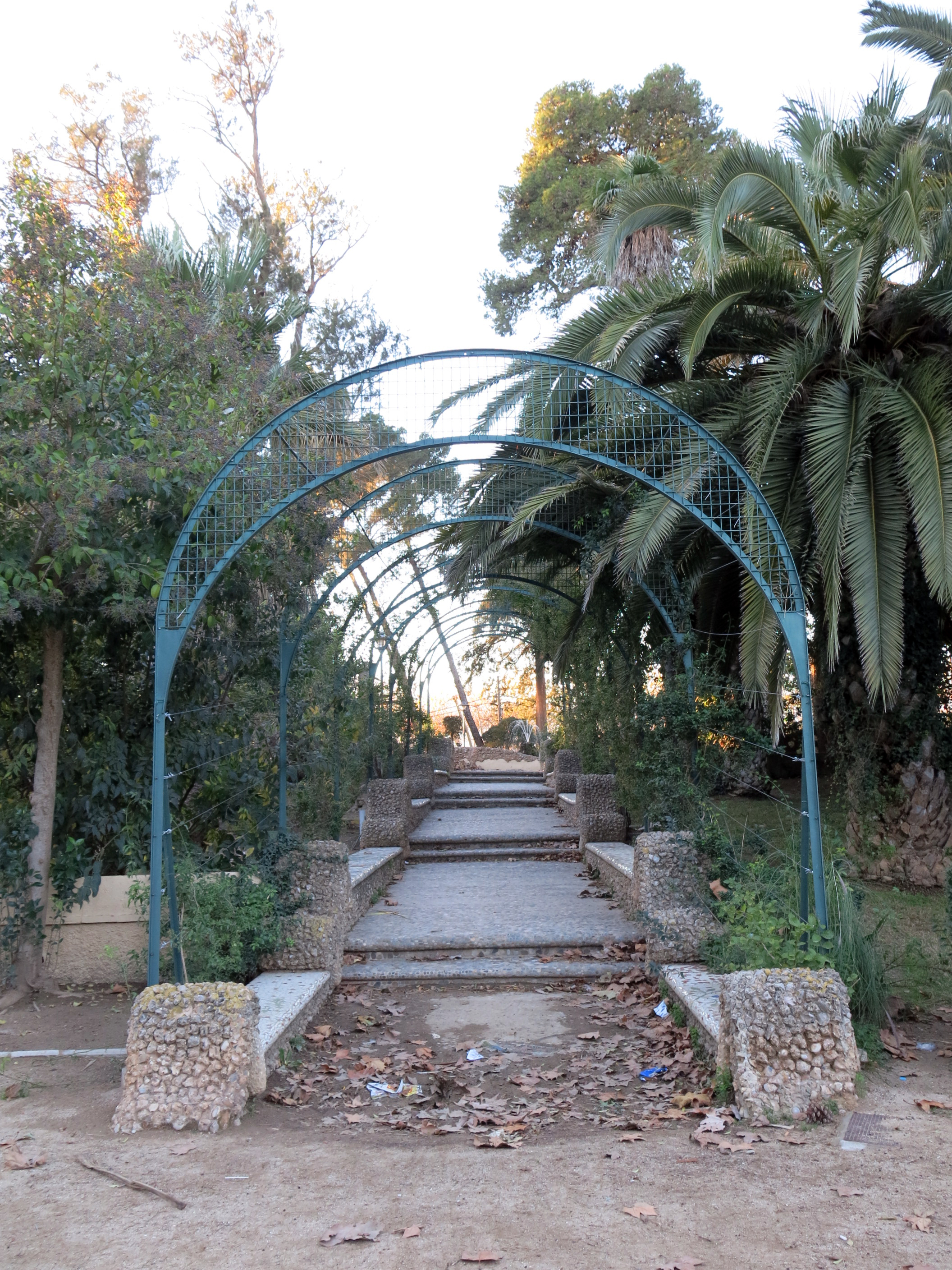
Pérgola de acceso al llac nou
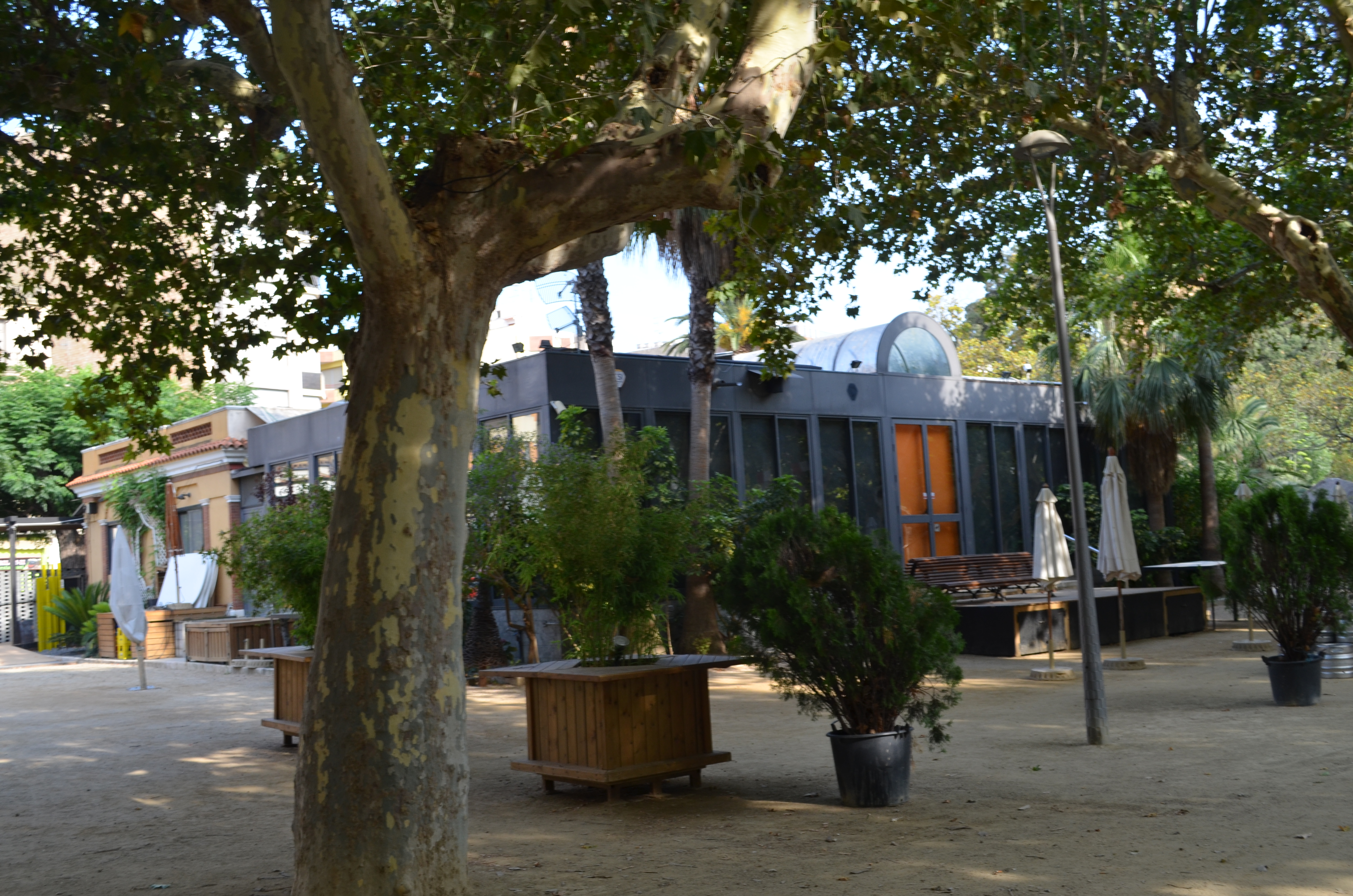
Restaurante-bar (vista parcial)

## Localización
- Avenida de la Generalitat, 72
- Tortosa - Eixample del Temple (Baix Ebre)